# Emanuel Mayer
Ernst Emanuel Mayer (* 18. März 1973 in München) ist ein deutscher Klassischer Archäologe.

## Leben
Emanuel Mayer studierte nach dem Abitur in München ab dem Wintersemester 1992/93 Klassische Archäologie, Alte Geschichte und Vorderasiatische Archäologie an der Universität München, im Sommersemester 1995 an der Universität Thessaloniki und ab dem Wintersemester 1995/96 an der Universität Heidelberg. Dort wurde er 2001 bei Tonio Hölscher promoviert. 2001/02 erhielt er das Reisestipendium des Deutschen Archäologischen Instituts. 2002/03 war er als wissenschaftlicher Angestellter am Archäologischen Institut der Universität Heidelberg angestellt. 2004/05 verbrachte er als Visiting Scholar an der Universität Oxford. 2005 wurde er Assistant Professor für Classics an der University of Chicago. Heute lehrt er als Associate Professor of History am Yale-NUS College in Singapur.

## Veröffentlichungen (Auswahl)
- Rom ist dort, wo der Kaiser ist. Untersuchungen zu den Staatsdenkmälern des dezentralisierten Reiches von Diocletian bis zu Theodosius II.  Habelt, Bonn 2002, ISBN 3-88467-074-3 (Dissertation).
- The ancient middle classes. Urban life and aesthetics in the Roman Empire, 100 BCE-250 CE. Harvard University Press, Cambridge, Mass. 2012, ISBN 978-0-674-05033-4.